# Saint-Martory
 Saint-Martory  là một xã ở tỉnh Haute-Garonne vùng Occitanie tây nam nước Pháp. Xã Saint-Martory nằm ở khu vực có độ cao 287 mét trên mực nước biển.